# Praworządność
Praworządność – w szerokim, opisowym sensie jest to przestrzeganie prawa. Praworządne jest państwo czy społeczeństwo, w którym normy prawne są powszechnie przestrzegane. Sposób rządzenia oparty na poszanowaniu prawa określa się również jako nomokrację. W węższym, normatywnym sensie, jako zasada praworządności legalizm, czy zasada legalizmu, oznacza zasadę działania instytucji publicznych, zgodnie z którą instytucje te mogą działać wyłącznie w granicach kompetencji przyznanych im przez normy prawne (praworządność formalna). Wyróżnia się również praworządność materialną, zgodnie z którą oprócz ram prawnych, organ powinien działać również zgodnie z szerszym systemem aksjologicznym i celami danego społeczeństwa (szczególnie spełniać wymogi sprawiedliwości). Legalizmu nie należy mylić z legalnością, czyli stwierdzeniem, czy określona czynność została dokonana zgodnie z obowiązującym prawem. Legalizm jest ogólną zasadą, a legalność stwierdzeniem pewnego stanu prawnego.
Istnieje wiele definicji zasady praworządności/rządów prawa (rule of law) dążących do zespolenia koncepcji wyrosłych z różnych tradycji, w tym właściwej dla kontynentalnych systemów prawa idei państwa prawnego (Rechtsstaat).

## Rządy prawa a rządy ludzi
Rządy prawa (rule of law) tradycyjnie przeciwstawia się rządom ludzi (rule of men). Podkreśla się, że sens państwa prawnego wymaga ukazania jego przeciwieństwa, czyli właściwą dla państwa policyjnego pełną albo przynajmniej daleko posuniętą swobodę w kreowaniu prawa. Przekształcenie rządów prawa w rządy ludzi utożsamiane jest z przekształceniem państwa demokratycznego w państwo autorytarne, a więc z uwolnieniem partii rządzącej od przeszkadzającego jej prawa, na straży przestrzegania którego stoi władza sądownicza. Na gruncie prawa podatkowego wskazuje się, że pod wpływem doktryny i orzecznictwa w Konstytucji RP umieszczono szereg zagadnień podatkowych, które rozpatrywane łącznie dają się ująć w formułę "rządy prawa, a nie rządy ludzi". Zdaniem Hansa Kelsena prawo tworzą ludzie, których akty zarachowywane są państwu na podstawie prawa, co oznacza, że prawo reguluje tworzenie siebie samego. 

## Zasada praworządności
W krajach Europy kontynentalnej zasada praworządności wchodzi w skład idei państwa prawa. Obok zasady praworządności, istotnym jej elementem są również m.in. gwarancje praw i wolności obywatelskich. W krajach systemu common law, zasada praworządności określana jest jako rule of law. Zasada praworządności stanowi jedną z podstawowych zasad funkcjonowania instytucji państwowych. W demokracjach liberalnych jest jedną z naczelnych zasad prawa konstytucyjnego i administracyjnego. Zgodnie z art. 4 Europejskiego Kodeksu Dobrej Administracji urzędnik ma działać zgodnie z zasadą praworządności, stosować uregulowania i procedury zapisane w prawnych przepisach Wspólnot. Ma również zwracać uwagę na to, aby decyzje dotyczące praw lub interesów pojedynczych osób posiadały podstawę prawną, a ich treść była zgodna z obowiązującymi przepisami prawnymi.

### Zasada praworządności w Polsce
Zasada praworządności jest jedną z naczelnych zasad konstytucyjnych. Została uregulowana w art. 7 Konstytucji, który mówi, że organy władzy publicznej działają na podstawie i w granicach prawa. Art. 7 Konstytucji wynika bezpośrednio z art. 2 Konstytucji RP, mówiącego, że Rzeczpospolita Polska jest demokratycznym państwem prawnym, urzeczywistniającym zasady sprawiedliwości społecznej. Zasada praworządności została też uregulowana w innych aktach prawnych. Szczególną rolę pełni w prawie administracyjnym, będąc jedną z zasad ogólnych tej gałęzi prawa. Art. 6 Kodeksu postępowania administracyjnego wskazuje, że „organy administracji publicznej działają na podstawie przepisów prawa”. Zgodnie z art. 7 k.p.a. „organy administracji publicznej stoją na straży praworządności i podejmują wszelkie kroki niezbędne do dokładnego wyjaśnienia stanu faktycznego oraz do załatwienia sprawy, mając na względzie interes społeczny i słuszny interes obywateli”. Podobne regulacje znajdują się też w prawie podatkowym. Art. 120 ustawy z dnia 29 sierpnia 1997 r. Ordynacja podatkowa, mówi, że „organy podatkowe działają na podstawie przepisów prawa”. Wykładnia zasady praworządności była też treścią wielu orzeczeń Naczelnego Sądu Administracyjnego, Trybunału Konstytucyjnego i Sądu Najwyższego.

## Gwarancje praworządności
Gwarancje praworządności to zabezpieczenia tego, aby zasada praworządności przyjęła realne kształty w rzeczywistości. Wyróżnia się dwa typy gwarancji praworządności:
- gwarancje personalne – związane są z jakością podmiotów, ludzi, powoływanych na stanowiska organów władzy publicznej (gwarancje etyczne, odpowiedni poziom wykształcenia, zapewnienie gwarancji socjalnych),
- gwarancje instytucjonalne – obejmują instytucje prawne, których celem jest ochrona praworządności i reagowanie na przypadki jej łamania (gwarancje w procesie stanowienia i stosowania prawa).